# トーキョー迷子
「トーキョー迷子」（トーキョーまいご）は、中島みゆきの26作目のシングル。1991年6月5日にポニーキャニオンよりリリースされた。

## 解説
なお、中島みゆきのシングルCDとしては初めてオフボーカルバージョンが収録されている。中島のシングルのオフボーカルは全て「TV MIX」と表記される。

### トーキョー迷子
アルバム『歌でしか言えない』に別バージョンで収録されている。このアルバムバージョンは、ベストアルバム『中島みゆき BEST SELECTION II』にも収録された。シングルバージョンは、ベストアルバム『Singles II』にのみ収録されている。

### 見返り美人 (NEW VERSION)
19作目のシングル「見返り美人」のニューアレンジバージョンである。元々コンサート用にアレンジしたもので、リメイクした理由について、中島は「何だか歌いやすい仕上がりだったので、コンサートに来場されない方にも紹介してみたかった」と語っている。
『THE FILM of Nakajima Miyuki』に収録されている「見返り美人」のPVでは、このアレンジバージョンが使用されている。こちらもベストアルバム『Singles II』に収録された。

2022年11月28日にこのシングルは、ヤマハミュージックコミュニケーションズによりデジタル・ダウンロード配信された。

## 収録曲

### 8cmCD
| 全作詞・作曲: 中島みゆき、全編曲: 瀬尾一三。 |                                    |            |            |      |
| #                                            | タイトル                           | 作詞       | 作曲・編曲 | 時間 |
| 1.                                           | 「トーキョー迷子」                 | 中島みゆき | 中島みゆき | 5:03 |
| 2.                                           | 「見返り美人」(NEW VERSION)        | 中島みゆき | 中島みゆき | 5:05 |
| 3.                                           | 「トーキョー迷子」(TV MIX VERSION) | 中島みゆき | 中島みゆき | 5:00 |
| 合計時間:                                    | 合計時間:                          | 15:08      |            |      |

### CT
| 全作詞・作曲: 中島みゆき、全編曲: 瀬尾一三。 |                             |            |            |      |
| #                                            | タイトル                    | 作詞       | 作曲・編曲 | 時間 |
| 1.                                           | 「トーキョー迷子」          | 中島みゆき | 中島みゆき | 5:03 |
| 2.                                           | 「見返り美人」(NEW VERSION) | 中島みゆき | 中島みゆき | 5:05 |
| 合計時間:                                    | 合計時間:                   | 10:08      |            |      |

| 全作曲: 中島みゆき、全編曲: 瀬尾一三。 |                                                    |       |            |      |
| #                                      | タイトル                                           | 作詞  | 作曲・編曲 | 時間 |
| 1.                                     | 「トーキョー迷子」(オリジナル・カラオケ)           |       | 中島みゆき | 5:03 |
| 2.                                     | 「見返り美人 (NEW VERSION)」(オリジナル・カラオケ) |       | 中島みゆき | 5:05 |
| 合計時間:                              | 合計時間:                                          | 10:08 |            |      |

## 収録アルバム
| 曲名                     | 収録アルバム                     | 発売日         | 備考                              |
| ------------------------ | -------------------------------- | -------------- | --------------------------------- |
| トーキョー迷子           | 『歌でしか言えない』             | 1991年10月23日 | 19thアルバム アルバムバージョン   |
| トーキョー迷子           | 『中島みゆき BEST SELECTION II』 | 1992年4月1日   | ベストアルバム アルバムバージョン |
| トーキョー迷子           | 『Singles II』                   | 1994年4月21日  | ベストアルバム シングルバージョン |
| 見返り美人 (NEW VERSION) | 『Singles II』                   | 1994年4月21日  | ベストアルバム                    |

## 収録DVD
| 曲名                    | 収録DVD                         | 発売日         | 備考           |
| ----------------------- | ------------------------------- | -------------- | -------------- |
| トーキョー迷子          | 『夜会 VOL.3 「KAN(邯鄲)TAN」』 | 1992年10月21日 | 夜会バージョン |
| トーキョー迷子          | 『THE FILM of Nakajima Miyuki』 | 2000年8月2日   | PVバージョン   |
| 見返り美人 (NEW VERSON) | 『THE FILM of Nakajima Miyuki』 | 2000年8月2日   | PVバージョン   |